# KPMG
KPMG és una xarxa global d'empreses de serveis professionals que ofereix serveis d'auditoria, fiscalitat i d'assessorament financer i de negoci a 156 països. És una de les quatre signatures més importants del món de serveis professionals, les Big4, al costat de PwC, Deloitte i Ernst & Young. Té la seva central a Amstelveen, als Països Baixos.
A Espanya, està present des de 1971, compta amb 16 oficines i més de 2.700 professionals i el seu president és John M. Scott. Ofereix serveis d'auditoria, fiscals i d'assessorament legal, financer i de negoci. Les seves oficines centrals estan a la Torre Europa de Madrid, situada en el Passeig de la Castellana.